# جيري فوتيلاينين
جيري فوتيلاينن هو لاعب كرة قدم فنلندي، من مواليد 29 مارس 1995، يلعب في صفوف نادي هونكا.

## روابط خارجية
- جيري فوتيلاينين على موقع الاتحاد الأوربي (الإنجليزية)
- جيري فوتيلاينين على موقع قاعدة بيانات كرة القدم.إي يو (الإنجليزية)
- جيري فوتيلاينين على موقع Soccerway.com (الإنجليزية)